# Inonotus pseudoglomeratus
Inonotus pseudoglomeratus är en svampart som beskrevs av Ryvarden 2002. Inonotus pseudoglomeratus ingår i släktet Inonotus och familjen Hymenochaetaceae.   Inga underarter finns listade i Catalogue of Life.